# 위베르 피에를로

위베르 피에를로 (1947년)

위베르 피에를로(프랑스어: Hubert Pierlot, 프랑스어 발음: [ybɛʁ maʁi øʒɛn pjɛʁlo])는 벨기에 왕국의 정치인이다. 32대 총리(재임: 1939년 ~ 1945년)이다.
변호사이자 법학자였던 피에를로는 1920년대 정계에 입문하기 전 제1차 세계대전에 참전했다. 이후 가톨릭당의 일원이었던 피에를로는 벨기에가 제2차 세계 대전에 참전하기 직전인 1939년에 총리가 되었다. 이 자격으로 그는 독일의 점령 하에 벨기에를 뒤로하고 처음에는 프랑스와 후에 영국으로부터 망명하여 벨기에 망명정부를 이끌었다. 1940년 5월 독일의 벨기에 침공 당시 피에를로와 레오폴 3세 국왕 사이에 왕이 장관들의 명령에 따라 망명길에 오를 것인가, 아니면 독일군에 항복할 것인가를 놓고 격렬한 의견 충돌이 일어났다. 피에를로는 레오폴의 후속 항복을 헌법 위반으로 간주하고 국회가 레오폴이 통치할 수 없다고 선언할 것을 촉구했다. 이 대립은 피에를로와 다른 보수주의자들 사이에 지속적인 반감을 불러일으켰는데, 그들은 왕의 입장을 지지했고 정부의 유배를 비겁하게 여겼다.
1940년에서 1944년 사이에 런던으로 망명해 있는 동안 피에를로는 수상과 국방장관을 겸임했으며 연합국 강대국들 간의 전시 교섭에서 중요한 역할을 수행하여 벨기에 전후 재건의 토대를 마련하였다. 1944년 9월 벨기에 해방 후 피에를로는 브뤼셀로 돌아와 자신의 희망과는 달리 1945년 2월까지 새로운 국민통합 정부를 이끌었다. 정치적 좌파의 비판과 해방 이후 나라가 당면한 심각한 문제를 다루지 못한 새 정부의 실패는 1945년 2월 정부의 몰락으로 이어졌고 그는 사회주의자인 아실 판 아커르(Achille Van Acker)로 교체되었다. 피에를로는 전쟁 중 레오폴 3세에 반대하는 입장을 보여 생전에 논란이 많은 인물이 되었으며, 자신의 가톨릭당(후의 기독교사회당)이 지지의 대부분을 끌어모은 같은 왕족과 보수계에서 널리 미움을 받았다. 레오폴이 벨기에 왕좌에 복귀할 수 있을지 여부를 둘러싸고 1946년 왕립질문의 위기 속에서 정계를 은퇴하였고, 1963년 평화롭게 세상을 떠났다. 그가 죽은 후, 피에를로는 전쟁 중에 취했던 결정들이 역사가들에 의해 다시 고려되면서 후대에 평판이 좋아졌다.